# Lesley Ugochukwu
Chimuanya Lesley Ugochukwu (Rennes, 26 marzo 2004) è un calciatore francese, centrocampista del Burnley e della nazionale Under-21 francese.

## Caratteristiche tecniche
È un mediano molto fisico.
Nel 2021, è stato inserito nella lista "Next Generation" dei sessanta migliori talenti nati nel 2004, redatta dal quotidiano inglese The Guardian.

## Carriera

### Club

#### Gli inizi, Rennes
Cresciuto nel settore giovanile del Rennes, debutta in prima squadra il 25 aprile 2021 in occasione dell'incontro di Ligue 1 vinto 5-1 contro il Digione.

#### Chelsea e prestito al Southampton
Il 1º agosto 2023 si trasferisce al Chelsea dove firma un contratto fino al 2030 con opzione di rinnovo fino a l'anno successivo.
Il 16 agosto 2024 viene ceduto in prestito fino al termine della stagione al Southampton.

#### Burnley
Il 6 agosto 2025 il Burnley neopromosso in Premier League lo acquista a titolo definitivo per 22 milioni di sterline.

### Nazionale
Ha giocato nelle nazionali giovanili francesi Under-18, Under-19, Under-20 ed Under-21.

## Statistiche
Statistiche aggiornate al 25 maggio 2025.
| Stagione        | Squadra         | Campionato      | Campionato | Campionato | Coppe nazionali | Coppe nazionali | Coppe nazionali | Coppe continentali | Coppe continentali | Coppe continentali | Altre coppe | Altre coppe | Altre coppe | Totale | Totale |
| Stagione        | Squadra         | Comp            | Pres       | Reti       | Comp            | Pres            | Reti            | Comp               | Pres               | Reti               | Comp        | Pres        | Reti        | Pres   | Reti   |
| --------------- | --------------- | --------------- | ---------- | ---------- | --------------- | --------------- | --------------- | ------------------ | ------------------ | ------------------ | ----------- | ----------- | ----------- | ------ | ------ |
| 2020-2021       | Rennes 2        | N3              | 5          | 0          |                 | -               | -               |                    | -                  | -                  |             | -           | -           | 5      | 0      |
| 2020-2021       | Rennes          | L1              | 3          | 0          | CF              | 0               | 0               |                    | -                  | -                  |             | -           | -           | 3      | 0      |
| 2021-2022       | Rennes          | L1              | 18         | 1          | CF              | 0               | 0               | UECL               | 3+1                | 0                  |             | -           | -           | 22     | 1      |
| 2022-2023       | Rennes          | L1              | 24         | 0          | CF              | 2               | 0               | UEL                | 7                  | 0                  |             | -           | -           | 33     | 0      |
| Totale Rennes   | Totale Rennes   | Totale Rennes   | 45         | 1          |                 | 2               | 0               |                    | 11                 | 0                  |             | -           | -           | 58     | 1      |
| 2023-2024       | Chelsea         | PL              | 12         | 0          | FACup+CdL       | 2+3             | 0+0             | -                  | -                  | -                  | -           | -           | -           | 17     | 0      |
| 2024-2025       | Southampton     | PL              | 26         | 1          | FACup+CdL       | 2+3             | 0+0             | -                  | -                  | -                  | -           | -           | -           | 31     | 1      |
| 2025-2026       | Burnley         | PL              | 0          | 0          | FACup+CdL       | 0               | 0               | -                  | -                  | -                  | -           | -           | -           | 0      | 0      |
| Totale carriera | Totale carriera | Totale carriera | 88         | 2          |                 | 12              | 0               |                    | 11                 | 0                  |             | -           | -           | 111    | 2      |

## Palmarès
- Coppa del mondo per club: 1

Chelsea: 2025